# Qingdao Parkson Plaza
 (septembre 2021).
Si vous disposez d'ouvrages ou d'articles de référence ou si vous connaissez des sites web de qualité traitant du thème abordé ici, merci de compléter l'article en donnant les références utiles à sa vérifiabilité et en les liant à la section « Notes et références ».
Le Qingdao Parkson Plaza est un gratte-ciel de 220 mètres construit en 1998 à Qingdao en Chine.